# Bobby Jones (baseball, 1949)
Voir aussi Bobby Jones (baseball, 1970) et Bobby Jones (baseball, 1972).
Robert Oliver Jones, connu sous le nom de Bobby Jones ou Bob Jones et né le 11 octobre 1949 à Elkton, Maryland aux États-Unis, est un voltigeur et entraîneur de baseball.
Il joue dans les Ligues majeures de baseball de 1974 à 1986 pour les Rangers du Texas et les Angels de la Californie, ainsi que pour les Chunichi Dragons de la Ligue centrale du Japon. Avec plus de 1600 victoires, il est pour la franchise des Rangers du Texas le manager ayant eu le plus de succès dans les ligues mineures.

## Carrière de joueur
Bobby Jones est drafté par les Senators de Washington au 36e tour de sélection en 1967. Lorsqu'il fait ses débuts dans le baseball majeur le 1er octobre 1974, la franchise a été transférée et est maintenant les Rangers du Texas. Jones, un joueur de champ extérieur, s'aligne pour Texas en 1974 et 1975, pour les Angels de la Californie en 1976 et 1977, avant de revenir chez les Rangers en 1981, puis chaque saison de 1983 à 1986. Il s'exile aussi deux ans au Japon où il porte les couleurs des Chunichi Dragons en 1979 et 1980.
Jones joue au total 314 parties dans les Ligues majeures. Il compte 133 coups sûrs, 20 circuits, 86 points produits, 65 points marqués et sa moyenne au bâton s'élève à ,221.

## Carrière d'entraîneur
Il amorce en 1988 une carrière de manager en ligues mineures et dirige au fil des ans plusieurs clubs-écoles des Rangers du Texas, du niveau A au niveau AAA. Avec 1637 victoires en 25 ans contre 1605 défaites après la saison 2012, Bobby Jones est le gérant ayant remporté le plus de parties de ligues mineures dans l'organisation des Rangers. À la barre de l'Express de Round Rock, club-école Triple-A de la franchise texane, Jones est nommé gérant de l'année dans la Ligue de la côte du Pacifique en 2011. Il a pris les commandes de ce club en 2011 et y est toujours en date de 2013.